# Rue Allard (Saint-Mandé et Paris)
Pour les articles homonymes, voir Rue Allard.
La rue Allard est une voie de la commune de Saint-Mandé (département du Val-de-Marne) qui se prolonge dans le quartier du Bel-Air du 12e arrondissement de Paris (Paris).

## Situation et accès
La rue Allard est desservie à proximité par la ligne 3a du tramway d'Île-de-France à l'arrêt Alexandra David-Néel.

## Origine du nom
Elle porte le nom de Pierre Allard (1768-1834), maire de Saint-Mandé de 1816 à 1828, propriétaire local de terrains donnés à la commune par ses enfants. Le producteur de musique Jean-Philippe Allard est né à Saint-Mandé.

## Historique

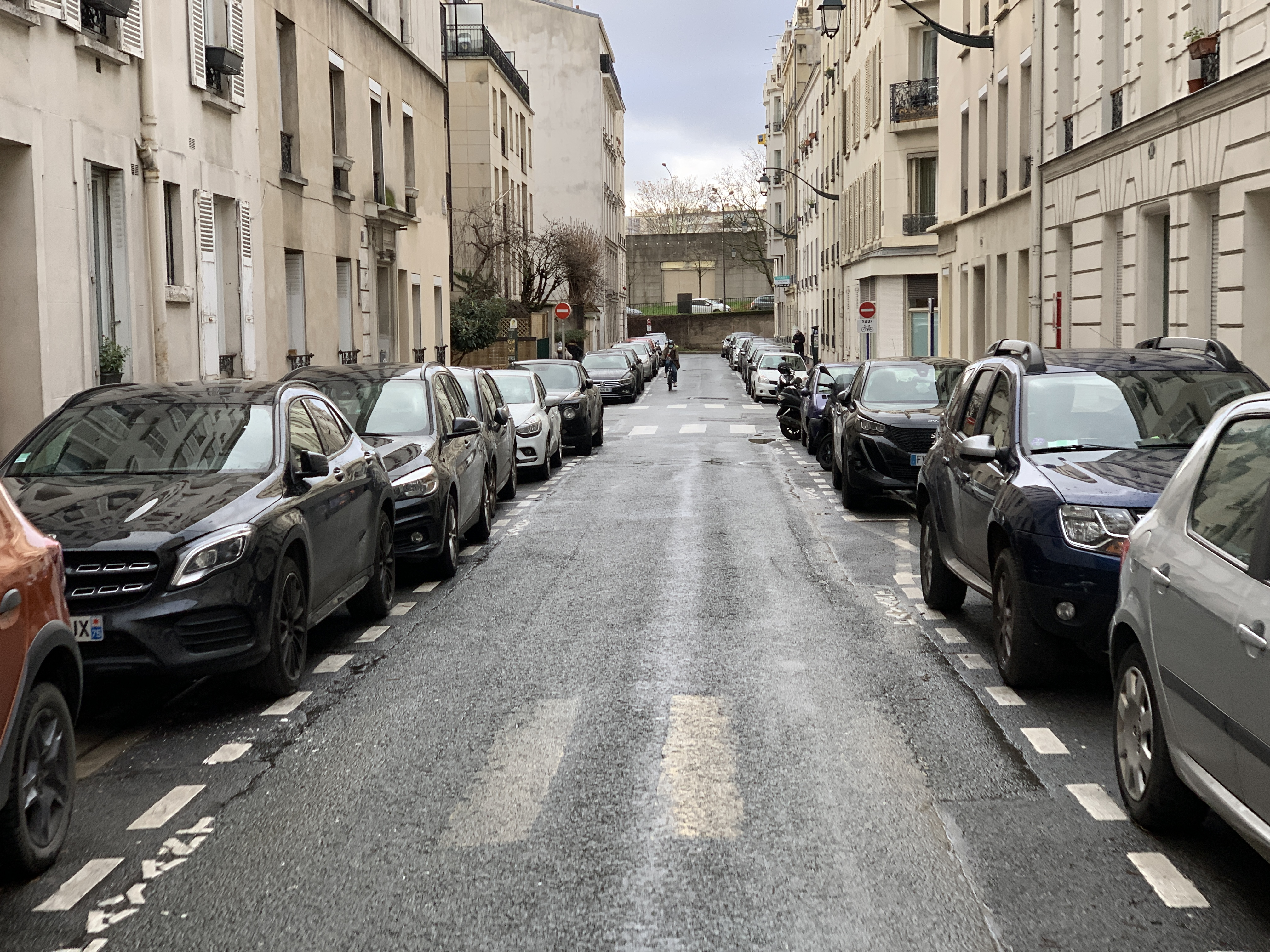
Paritie de la rue à Saint-Mandé.

La rue est créée sur le territoire de la commune de Saint-Mandé au XIXe siècle en bordure de La Zone, sur la partie extérieure de l'enceinte de Thiers.
Lors de l'extension du territoire de la ville de Paris dans les années 1920, sa partie ouest est intégrée au 12e arrondissement et conserve le nom de « rue Allard », puis est profondément restructurée et raccourcie, sur sa partie parisienne, à la fin des années 1960 avec la construction du boulevard périphérique de Paris. Temporairement renommée « voie AN/12 », elle reprend en 1974 sa dénomination initiale sur le court tronçon subsistant, d'environ 70 mètres, situé à Paris. Elle recouvre le ru de Montreuil.

## Bâtiments remarquables et lieux de mémoire
- La rue se trouve à l'extrémité de l'accès oriental de la Promenade plantée, située de l'autre côte du boulevard de la Guyane et du périphérique (au-delà du passage sous ce dernier).
- no 25 (Saint-Mandé). Pierre Boussel dit Pierre Lambert (1920-2008), homme politique, y a vécu plus de soixante ans et jusqu’à sa mort.